# 尼恩
尼恩是克羅地亞的一座城市。至2011年有人口2,744人。尼恩位於扎達爾附近，在中世紀基督教上有重要地位。
如今它是一个旅游小镇，游客主要来自欧洲的其他地区。

## 图集

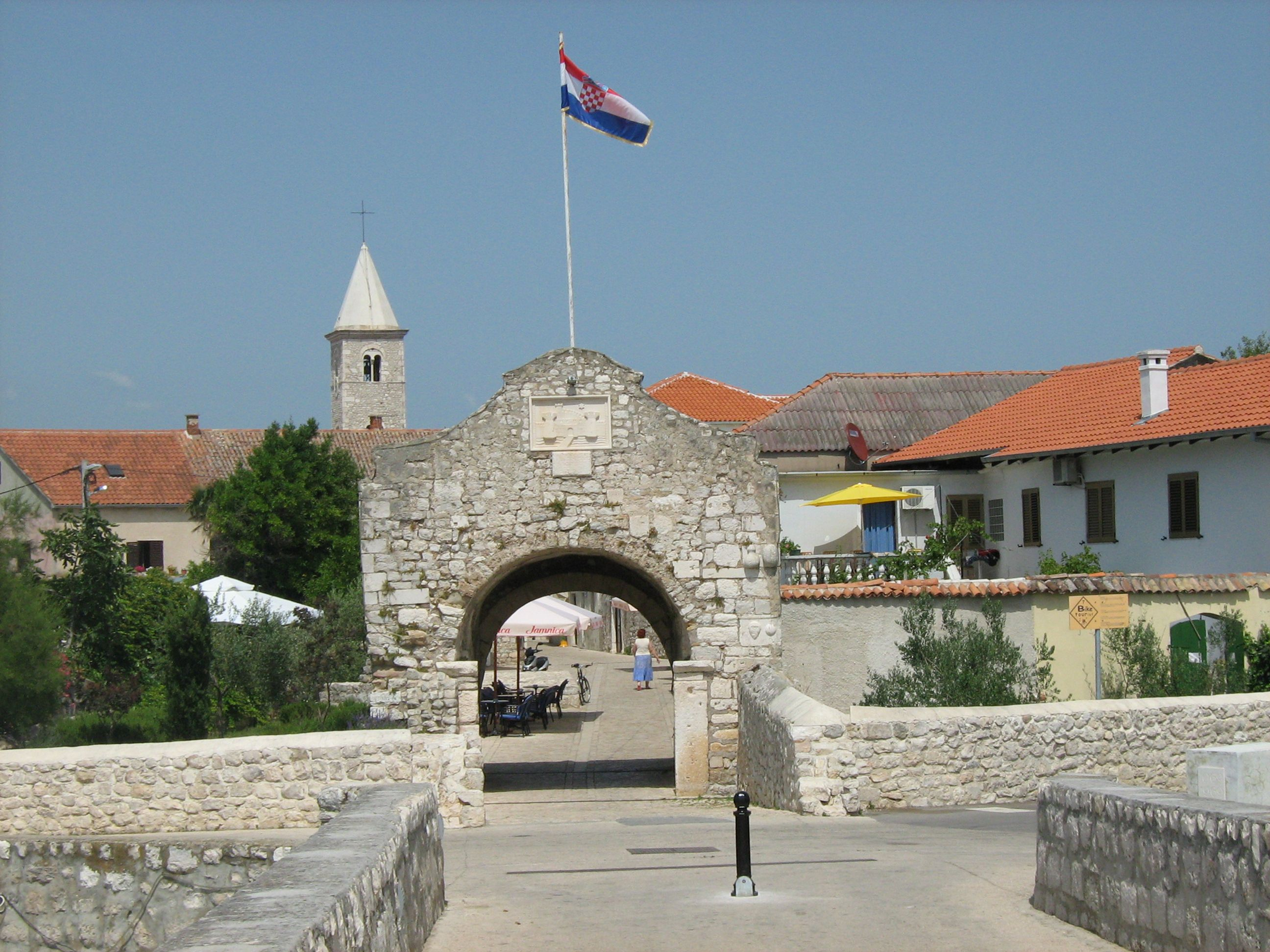
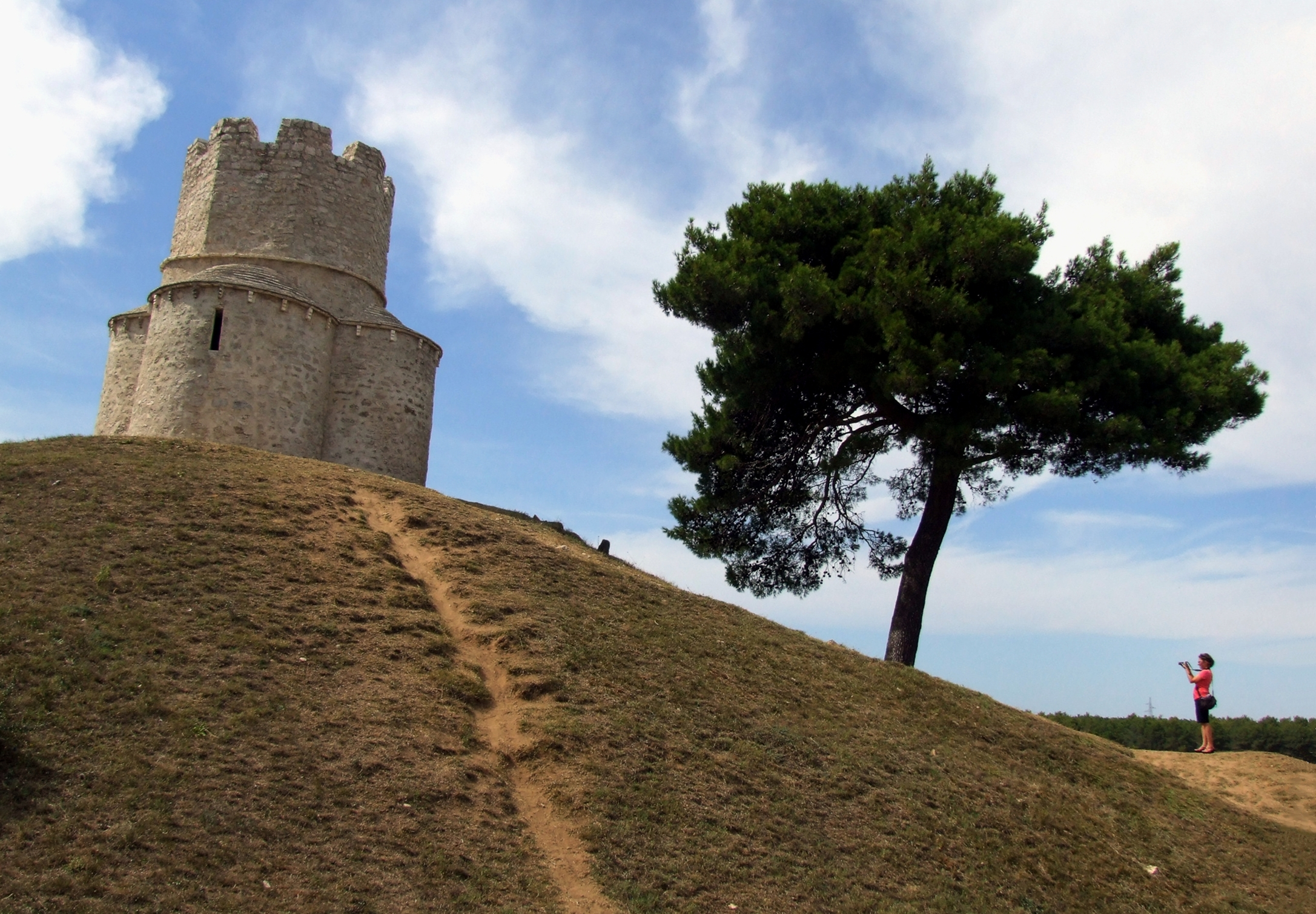
圣尼古拉斯教堂
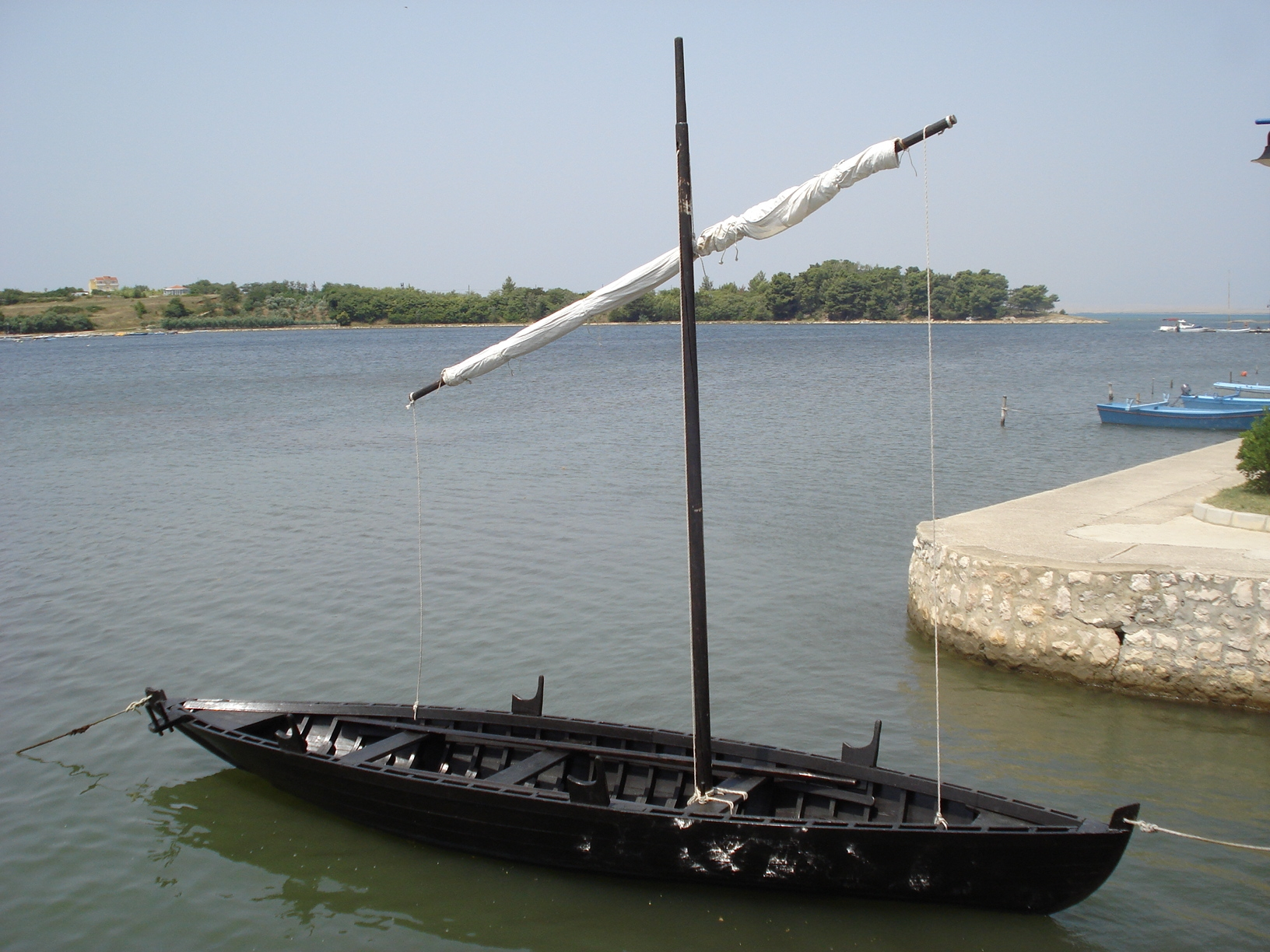
古船只复制品
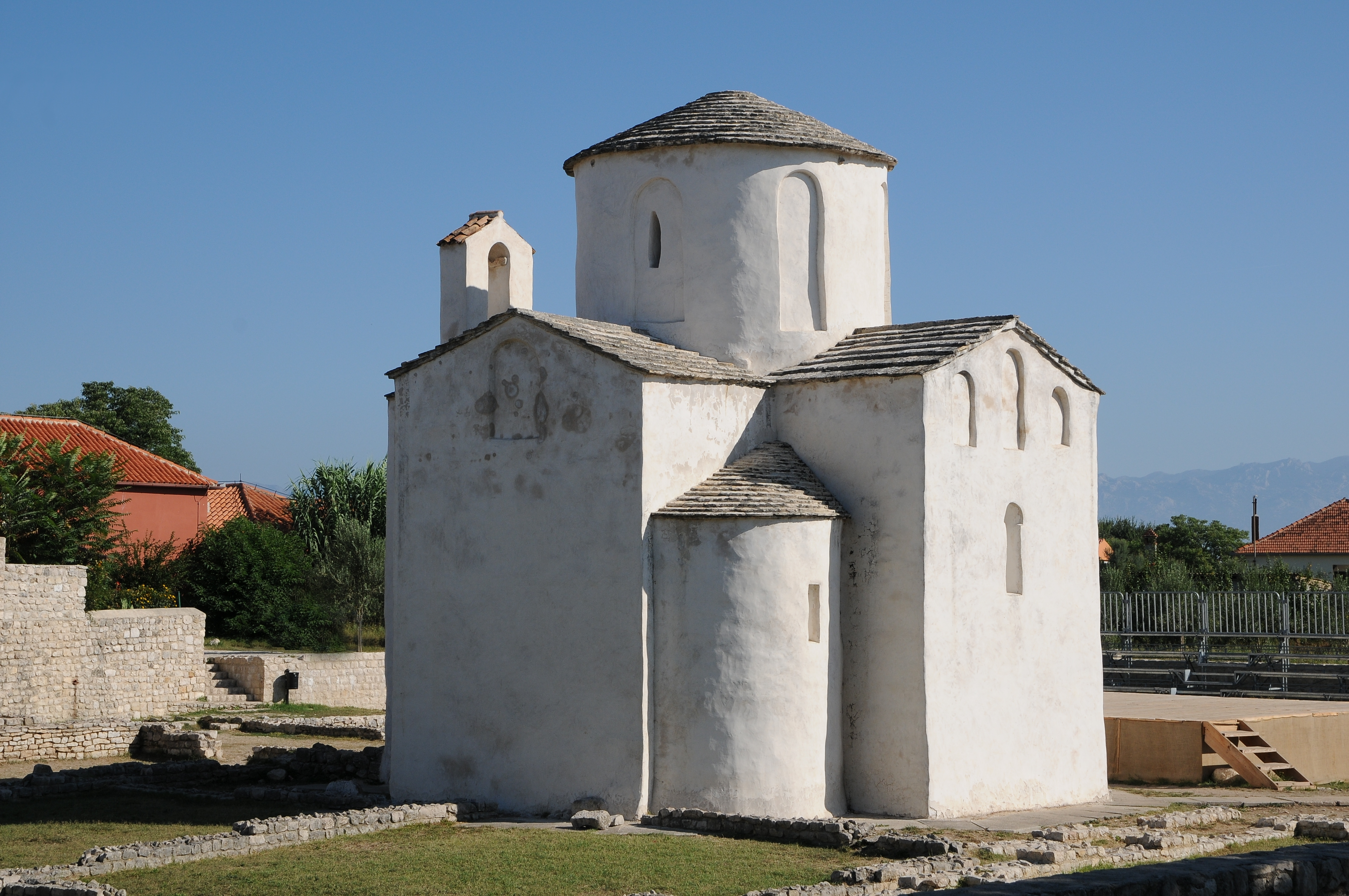
建于公元9世纪的聖十字教堂

## 外部連結
- 旅游网 （页面存档备份，存于）（英文）（克羅埃西亞文）
- 市镇信息
- 图片（页面存档备份，存于）
- 宁入选2010年最佳非传统旅行目的地

44°14′N 15°11′E / 44.233°N 15.183°E